# ヤマハ・RX
ヤマハ・RX（アールエックス）は、ヤマハ発動機が製造していたクルーザー（アメリカン）タイプのオートバイ。50ccモデル（第一種原付）と80ccモデル（第二種原付甲）がある。
1978年に発売されたXS650 Spacialをきっかけとして流行した「ホースバックライディング」すなわちアメリカンタイプのオートバイを、ヤマハは「スペシャル」タイプとして展開した。ヤマハ・RXはこの流れを原付にまで広げたものである。

## RX50スペシャル
50ccモデルはRX50 Spacialとして1980年に発売された。GT50系のエンジンをベースとし、同クラスとしてはハイパワーな7.0馬力に設定された空冷2ストローク単気筒49ccエンジンを搭載する。原付クラスとしては大柄な車体にパワフルなエンジン、タンデムシート風のロングシート後部には小物入れを装備するなど高い実用性を備えるとともに、キャストホイール仕様（4U5型）とスポークホイール仕様（4U6型）との2タイプがラインナップされた。1982年にはカラーリングとグラフィックを変更したニューモデルが投入されている。
また、その他のバリエーションとして、車体外装を黒色で統一した特別仕様車の「RX50ミッドナイトスペシャル」が存在する。

## RX80スペシャル
80ccモデルはRX80 Spacialとして1981年に発売された。GT80系のエンジンをベースとし、同クラスとしてはハイパワーな8.1馬力に設定された空冷2ストローク単気筒79ccエンジンを搭載する。原付二種クラスとしては大柄な車体に、タンデム可能な段付きシートを装備しており、キャストホイール仕様のみがラインナップされた。1982年にはカラーリングとグラフィックを変更したニューモデルが投入されている。

## その他のRXシリーズ

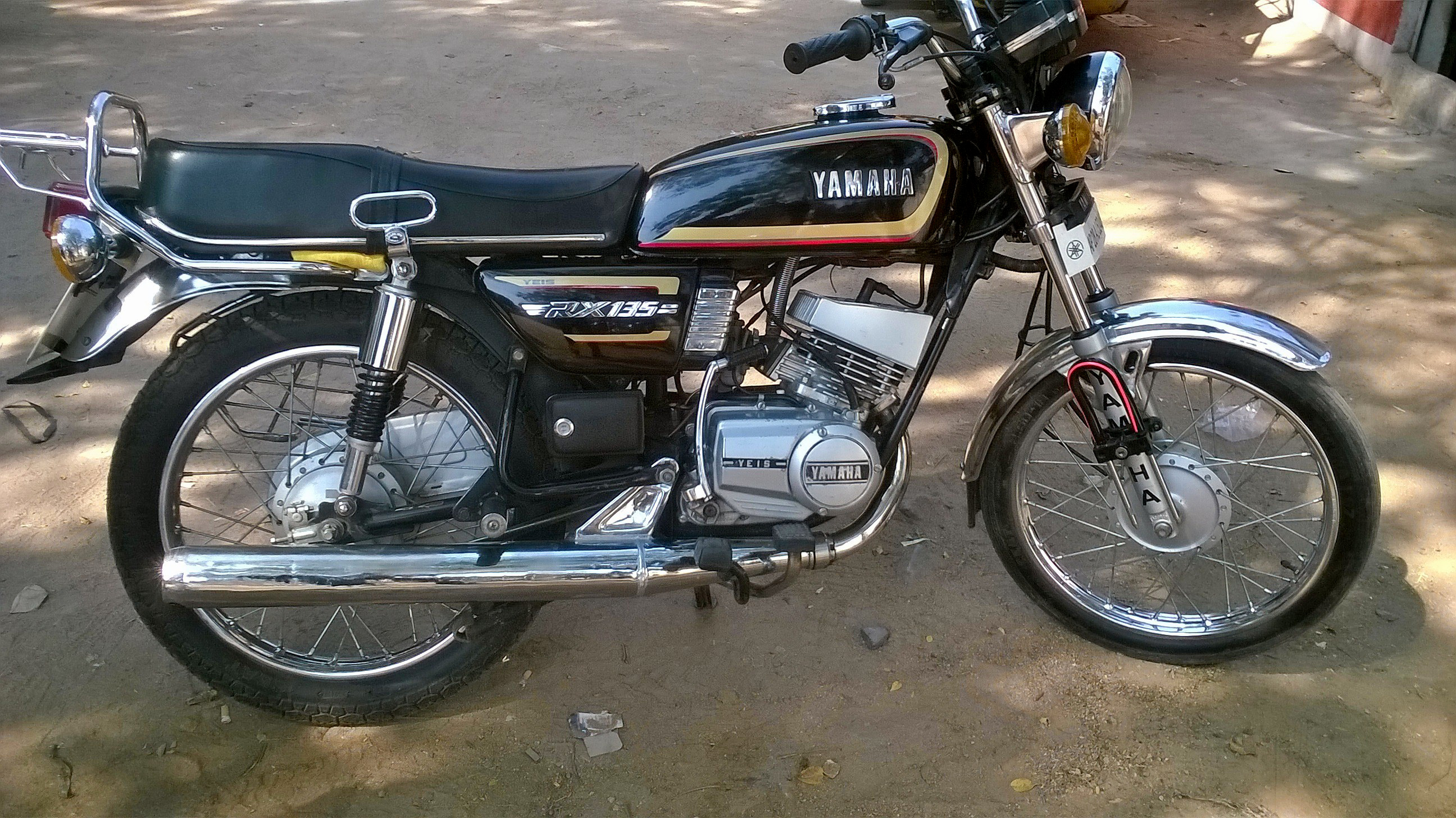
Yamaha RX135

RX100、RX135、RX180は、RD90をベースとした輸出専用の国外仕様モデルである。
- RX100

- RX135

- RX185